# Podame
Podame es una freguesia portuguesa del concelho de Monção, con 3,66 km² de superficie y 321 habitantes (2001). Su densidad de población es de 87,7 hab/km².

## Galería

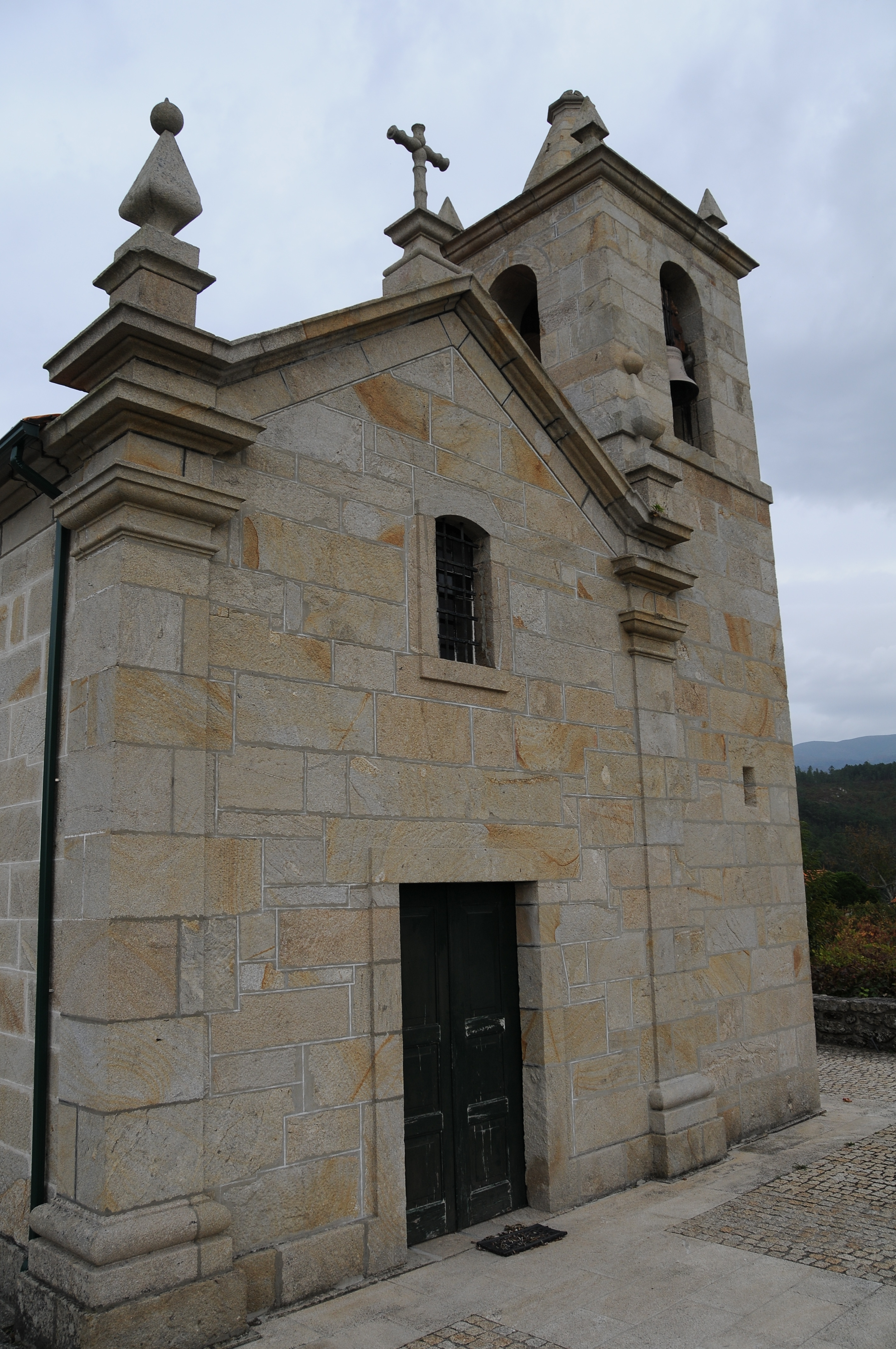
Iglesia de Podame